# مقایسه (دستور زبان)
همسنجش یک ویژگی در ریخت‌شناسی یا اَمراژ است.
حالت ساده زابه بَر یا درجه مثبت نام دارد. صفت برتر یا درجه تفضیلی برای همسنجی میان دو نام‌واز که می‌توانند چیزها یا کسانی باشند، به کار می‌رود و این گونه صفت‌ها در فارسی با افزودن پسوند -تَر ساخته می‌شوند. صفت برترین یا درجه عالی نیز برای آترمیدن زبَرترین درجه است که برتر بودن نام‌وازی را در میان بخش‌های یک گروه اسمی نشان می‌دهد، در فارسی با افزودن پسوند -تَرین به صفت ساخته می‌شود.

## درجه داهیدار (بر)
همان حالت پایه صفت‌ها است. برای نمونه:
بیش، کم، بر، بِه، خوب، بد، زیبا، و دیگرها

## درجه همسنجشی (برتر)
وقتی در یک جمله بخواهیم دو یا چند چیز را با هم بسنجیم به صفت پسوند -تر می‌افزاییم. برای نمونه:
ما یک باغچه بزرگ‌تر نیاز داریم. (بزرگ+تر)
اکنون من بلندتر هستم. (بلند+تر)

## درجه زبران (برترین)
وقتی بخواهیم بگوییم یک چیز، کس یا جا بالاتر، بهتر، سترگ‌تر و… از دیگر هموندان یک گروه است درجه زِبَران را به کار می‌بریم. برای ساختن‌اش پسوند -ترین را به صفت می‌افزاییم. برای نمونه:
آن زیباترین روز زندگی‌ام بود. (زیبا+ترین)
اورست بلندترین کوه در این جهان است. (بلند+ترین)